# Доктор Ху (специјали 2013)
Специјали из 2013. британског научнофантастичног програма Доктор Ху су две додатне епизоде које прате 7. серијал програма. Поред уобичајене божићне епизоде емитоване 25. децембра 2013. која је део обновљене серије од 2005. године, уприличена је и посебна прослава 50. годишњице програма приказана 23. новембра 2013. године, а обе су емитоване на каналу BBC One.
Снимање специјала „Дан Доктора” почело је у априлу 2013. године, а продукција божићне епизоде „Време Доктора” почела је у септембру исте године. Две додатне епизоде су такође снимљене упоредо са специјалима. Епизоде „Ноћ Доктора” и „Последњи дан” су произведене као уводне мини-епизоде за специјал поводом 50. годишњице, а објављене су на интернету неколико дана пре емитовања специјала. Две емитоване епизоде специјала првобитно су објављене у засебним сетовима за кућне медије, пре него што су пуштене заједно са мини-епизодама у заједничком комплету.
У обе епизоде су глумили Мет Смит као Једанаести Доктор и Џена Колман као Клара Освалд. У специјалу поводом 50. годишњице „Дан Доктора” такође су глумили Дејвид Тенант, Били Пајпер и Џон Херт. „Време Доктора” је последња епизода Смита у серији и уводи Питера Капалдија као Дванаестог Доктора.

## Улоге

### Главне
- Мет Смит као Једанаести Доктор
- Џена Колман као Клара Освалд
- Дејвид Тенант као Десети Доктор (специјал 1)
- Били Пајпер као Роуз Тајлер (специјал 1)
- Џон Херт као Ратни Доктор (специјал 1)

### Епизодне
- Питер Капалди као Дванаести Доктор

### Гостујуће
- Карен Гилан као Ејми Понд (специјал 2)

## Епизоде
„Дан Доктора” приказује повратак Зајгонаца по први пут од серијала Терор Зајгонаца из 1975. године. „Време Доктора” спаја низ низова заплета који се провлаче кроз серију од прве епизоде Једанаестог Доктора из 2010. године.
| Бр. еп. (укупно) | Бр. еп. (у сезони) | Наслов          | Редитељ    | Сценариста   | Премијера          | Гледаност у Британији (милиони) |
| --- | ------------------ | --------------- | ---------- | ------------ | ------------------ | ------------------------------- |
| 103 | 1                  | „Дан Доктора”   | Ник Харан  | Стивен Мофат | 23. новембар 2013. | 12,80                           |
| UNIT позива Једанаестог Доктора и Клару Освалд да истраже мистериозне тродимензионалне слике, укључујући и ону која приказује Временски рат Галифреја. У овом рату, Ратни Доктор, раније непозната инкарнација Доктора, планира да употреби древно оружје под називом „Моменат” да оконча текући рат између Господара времена и Далека. Моменат, знајући какве ће катастрофе проузроковати његова употреба, показује Ратном Доктору како ће његова употреба утицати на њега тако што га уједини са Једанаестим Доктором, као и Десетим Доктором. Заједно, три Доктора су у стању да окончају инвазију Зајгонаца успостављањем мира између Зајгонаца и људи. Иако Доктори и даље размишљају о коришћењу Момента, Клара их убеђује да покушају на други начин да окончају рат. Уједињујући се са свим својим претходним и будућим инкарнацијама, Доктори користе своје ТАРДИС-ове да заробе Галифреј у џепном универзуму. Након тога, Десети и Ратни Доктор се враћају у своја времена, а Ратни Доктор се регенерише у Деветог Доктора, а Једанаестом Доктору тајанствени, али веома познати кустос каже да је његова мисија да пронађе Галифреј, на шта се Доктор заклиње да ће учинити. |                    |                 |            |              |                    |                                 |
| 104 | 2                  | „Време Доктора” | Џејми Пејн | Стивен Мофат | 25. децембар 2013. | 11,14                           |
| Порука која одзвања кроз све време и простор извире из пољопривредног градића Божића на планети Трензалор, где пророчанство каже да ће Доктор провести последње своје године. Уз помоћ Папског главног рачунара, Доктор и Клара путују у градић и откривају да Господари времена шаљу поруку са Галифреја. Шаљући Клару кући, Доктор наставља да проводи стотине година борећи се и брани Трензалор од хорди ванземаљаца одлучних да спрече повратак Господара времена. Клара се враћа и открива да су Далеци последњи преостали ванземаљци и да се Доктор борио толико дуго, без могућности да се поново регенерише, да је на прагу умирања од старости. Док се Доктор суочава са својом последњом битком, Клара убеђује Господаре времена да Доктору дају нови циклус регенерација. Доктор почиње да се регенерише, уништавајући Далеке и завршавајући рат. Клара се враћа у ТАРДИС и проналази подмлађеног Доктора који се спрема да се регенерише. Након што се заклео да ће памтити инкарнацију која је био, и халуцинира како последњи се пут поздравља са Ејми Понд, он се коначно регенерише у Дванаестог Доктора, док ТАРДИС изненада почиње да се руши.                       |                    |                 |            |              |                    |                                 |

### Додатне епизоде
| Бр. еп. | Наслов         | Редитељ     | Сценариста   | Премијера                                                    |
| --- | -------------- | ----------- | ------------ | ------------------------------------------------------------ |
| 1 | „Ноћ Доктора”  | Џон Хејс    | Стивен Мофат | 14. новембар 2013. (онлајн) 16. новембар 2013. ()            |
| Осми Доктор је приморан да се придружи сукобу Временског рата од стране Сестринства из Карна. Убијен је док је покушавао да спасе жену погођену ратом, Сестринство га оживљава да би се регенерисао, дозвољавајући му да изабере свој следећи облик, ратника који мора да поднесе најмрачнију жртву у свом животу да би се поново родио. |                |             |              |                                                              |
| 2 | „Последњи дан” | Џејми Стоун | Стивен Мофат | 19. новембар 2013. (онлајн) 2. децембар 2013. (кућно издање) |
| Војник са Галифреја брани град Аркадију, подвргнут иницијацији помоћу камере за главу. Усред његове обуке, дешава се немогуће када Далеци нападну. |                |             |              |                                                              |

## Глумачка постава
У „Дану Доктора”, Смит и Колманова глуме поред Дејвида Тенанта и Били Пајпер. Тенант је поновио своју улогу Десетог Доктора, док Пајперова, иако је потписана за улогу Роуз Тајлер, у ствари представља испољавање „Момента”, галифрејанског супер-оружја које је попримило Роузин облик. BBC је 30. марта 2013. објавио учешће Тенанта и Пајперове. Објављене су слике Смита, Тенанта и Колманове на првом читању сценарија, које су такође потврдиле да је Џоана Пејџ добила улогу у епизоди. Дана 8. априла 2013. BBC је објавио да ће Џема Редгрејв поново тумачити своју улогу ћерке бригадира Летбриџ-Стјуарта, Кејт, из епизоде „Моћ троје”. Такође су кружиле гласине да ће Кристофер Еклстон бити на неки начин укључен. Еклстон је обавио неке разговоре са Стивеном Мофатом, али је на крају одбио да се врати као Девети Доктор. Упркос тврдњама да би била „травестија” да се његов лик не појављује у специјалу, Џон Бароумен се није појавио као капетан Џек Харкнес. Силвестер Мекој, који је играо Седмог Доктора, тврдио је да ниједан од живих глумаца који су глумили Доктора пре Еклстона није контактиран у вези са специјалом. Издавање епизоде „Ноћ Доктора” 14. новембра открило је да се Пол Мекган вратио да игра Осмог Доктора.
Дана 1. јуна 2013, Мет Смит је најавио да ће напустити серију, као и да ће његова последња епизода бити божићни специјал из 2013, која ће представљати најновију Докторову регенерацију. Нагађања о идентитету глумца који би требало да преузме улогу су одмах почеле, уз неколико предложених имена. Званична објава глумца Дванаестог Доктора направљена је у посебној симултаној епизоди уживо 4. августа 2013. у серијалу Доктор Ху уживо: Следећи Доктор и потврђено је да је улога припала Питеру Капалдију. Специјал из 2013. је четврта и последња божићна епизода која приказује инкарнацију Доктора Мета Смита, а друга у којој се Џена Колман појавила као Клара Освалд.

## Продукција

### Писање
„[Божићни] специјал повезује ствари из свих крајева Метовог мандата – постоје ствари које сам покренуо у Метовој првој епизоди које сада отплаћујем. Била је то дуга игра, али на већину питања која људи постављају биће одговорено...”

Стивен Мофат
Мофат је развијао идеје за епизоду поводом 50. годишњице још крајем 2011. године када је изјавио да је екипа „знала шта [они] желе да раде” и да су се „активирали” за ову епизоду у интервјуу у којем се расправљало о његовом раду на филму Авантуре Тинтина: Тајна једнорога и почео је да пише сценарио за „Дан Доктора” крајем 2012. године, најављујући да из безбедносних разлога није направио ниједну копију, већ да га је држао на свом рачунару докле је то било потребно.
Мофат је изјавио да божићна епизода има за циљ да повеже преостале низове приче из ере Једанаестог Доктора од којих су неке представљене још у „Једанаестом часу”, Смитовој првој епизоди у улози Једанаестог Доктора.
У септембру 2013. откривено је да ће се Киберљуди појавити у божићној епизоди када је један од редовних каскадера твитовао да ће глумити Киберчовека.

### Музика
Мареј Голд је компоновао музику за ове епизоде уз оркестар Бена Фостера.

### Снимање
Снимање специјала „Дан Доктора” почело је 2. априла 2013, а Дејвид Тенант, Били Пајпер, Џон Херт и Џоана Пејџ виђени су ван студија изван Нита у јужном Велсу. На Трафалгарском тргу у Лондону снимано је 9. априла са Метом Смитом и Џеном Колман. Међу различитим другим локацијама били су Чепсто (са неким снимањем у замку) и Кардиф – сцене снимљене у Кардифу треба да представљају и Тотерс Лејн и школу „Coal Hill”. Снимање је завршено 5. маја 2013. године. Последња два дана продукције коришћена су за снимање специјалне мини-епизоде „Ноћ Доктора” у којој се Пол Мекган вратио улози Осмог Доктора први пут од 1996. године.
На Сан Дијего Комик Кону 2013, Мет Смит је потврдио да ће продукција божићне епизоде почети у септембру када буде завршен његов рад на филму Како ухватити чудовиште. Снимање специјала „Време Доктора” почело је 8. септембра. Дана 10. септембра, Мет Смит и Џена Колман су виђени на снимању ван студија у насељу Лидстеп Флетс у Кардифу које је раније коришћено у првом и другом серијалу као насеље Пауел где је Роуз Тајлер живела са својом мајком Џеки. Дана 19. септембра 2013. године у Пазлвуду су увече снимљене сцене са лажним снегом који је био разбацан по одређеним областима. Продуцент серије Маркус Вилсон је 5. октобра 2013. открио преко Twitter-а да је снимање завршено.

## Издања

### Емитовање
је емитовао „Дан Доктора” у 94 земље истовремено како би избегао цурење радње. Емитовање је зарадило Гинисов светски рекорд за највеће симултано емитовање ТВ драме на свету. Епизода је емитована у преко 100 земаља 23. или 24. новембра 2013. у биоскопима и на телевизији.
„Време Доктора” је емитовано у Уједињеном Краљевству на каналу BBC One на 25. децембра 2013. године. Такође је приказано истог дана у Сједињеним Државама на каналу  и у Канади на каналу Space. У Аустралији је емитована 26. децембра на ABC1, а на Новом Зеланду је приказана на телевизији Prime током вечери 26. децембра са 106.390 гледалаца.

### 50. годишњица

#### Авантура у простору и времену
Поред епизоде поводом 50. годишњице са Метом Смитом и Дејвидом Тенантом, направљен је још један специјал за прославу пола века Доктора Хуа. Авантура у простору и времену, коју је написао Марк Гетис, била је дугометражна документарна драма која у танчине описује зачетак и почетну продукцију Доктора Хуа. У специјалу су играли Дејвид Бредли као Вилијам Хартнел и Рис Ширсмит као Патрик Траутон. Мет Смит се на кратко појавио као он лично у свом костиму Једанаестог Доктора.

#### Отприлике пет Доктора
Као допуна „Дану Доктора”, Питер Дејвисон је написао и режирао 30-минутну пародију под насловом Отприлике пет Доктора у којој су он, Колин Бејкер и Силвестер Мекој покушавали да добију улоге у епизоди поводом 50. годишњице. Произведен средином 2013. године, специјал је први пут постао познат јавности када су изашле слике њих тројице који организују „протест” испред телевизијског центра BBC-а. Поред Дејвисона, Бејкера и Мекоја, у специјалу се на кратко појављује мноштво људи повезаних са Доктором Хуом, а међу њим су Пол Мекган, Дејвид Тенант, Мет Смит, Стивен Мофат, Расел Т. Дејвис и Џон Бароумен, а такође и деца Дејвида и Џорџије Тенант. Џорџија је ћерка глумца Питера Дејвисона који је тумачио Петог Доктора, а играла је Докторову клонирану ћерку Џени у епизоди „Докторова ћерка” под својим девојачким презименом „Мофет”.

#### Остале телевизијске продукције
„Дан Доктора” представљао је средишњи део прославе која је обухватала програме на свим BBC-овим платформама, а у то спада и Авантура у простору и времену, специјал The Culture Show-а под називом „Ја, ти и Доктор Ху” коју је презентовао Метју Свит. Он истражује шири културни значај серије.  је емитовао специјал под називом „Поново 12” у којој су бивше и садашње звезде серије препричавале своја сећања, професор Брајан Кокс је одржао телевизијско предавање о науци Доктора Хуа, а BBC Three је организовао викенд посвећен чудовиштима и зликовцима, као и приказивање „Доктор Ху: Врховног водича”. BBC је такође најавио планове да прикаже нову рестаурирану варијанту серијала Ванземљаско дете. Објављивање наслова је такође праћено објављивањем првог званичног постера за специјал.
Канал Watch је приказао причу сваког Доктора за прославу 50. годишњице, засновану на емитовању једанаестоделног серијала канала BBC America, Поновни преглед Доктора. Овај серијал има једну епизоду посвећену свакој инкарнацији Доктора, а емитован је месечно заједно са омнибус издањем серијала сваког Доктора. Watch је емитовао по две епизоде викендом, почевши од 12. октобра.
Британски филмски институт водио је једногодишњу прославу 50. годишњице са месечним пројекцијама прича сваког Доктора, што је кулминирало у новембру пројекцијама специјала „Дан Доктора” и „Авантура у простору и времену”.

#### Радио и аудио драме
емитовао је бројне специјалне емисије у знак сећања на серију, међу којима и 90-минутни документарац под називом „Ко је Доктор?”, полусатну секцију коју је водио Дејвид Квантик и под називом „Благеров водич за Доктора Хуа” и суботња емисија Грејема Нортона уживо је емитована са догађајем Прослава Доктора Хуа у Ексел центру. BBC Radio 1 осврнуо се на појаву „Рок Временских господара”, музичког стила који је произашао из музичке емисије, док је BBC Radio 4 Extra емитовао трочасовни специјал под називом „Ко је направио Хуа”, у којем се говорило о свету који је подстрекао серију.
У октобру, компаниј Big Finish Productions објавила је специјалну аудио драму поводом 50. годишњице која укључује Докторе од Четвртог до Осмог под називом Светло на крају тунела.

### Кућна издања
„Дан Доктора” је објављен самостално на DVD и Blu-ray форматима 2. децембра 2013. у Уједињеном Краљевству, 4. децембра у Аустралији и 10. децембра у Сједињеним Државама. Авантура у простору и времену објављена је на DVD-у 2. децембра у Уједињеном Краљевству и 11. децембра у Аустралији, а као DVD/Blu-ray комбинација у Сједињеним Државама 27. маја 2014. године. „Време Доктора” је објављено на DVD и  форматима 20. јануара 2014. у Уједињеном Краљевству, 22. јануара у Аустралији и 4. марта у Сједињеним Државама. Цео комплет је објављен 8. септембра 2014. у Уједињеном Краљевству и 10. септембра у Аустралији на DVD и  форматима.

## Пријем

### Рејтинзи
Гледаност специјала „Дан Доктора” порасла је на укупно 12,8 милиона гледалаца што је чини најгледанијом епизодом од специјала „Следећи Доктор” (2008) који је имао укупно 13,1 милиона гледалаца. За недељу дана, то је била најгледанија серија на британској телевизији, што је подвиг који су само две друге епизоде серије икада постигле. „Време Доктора” је био други најгледанији програм целог дана на свим каналима, са последњих 5 минута (регенерација са Смита на Капалдија) који су имали највећу гледаност дана од 10,2 милиона. Коначне бројке гледаности епизоде биле су 11,14 милиона гледалаца, што је чини петим најгледанијим божићним специјалом Доктора Хуа.

### Критички пријем
Бен Лоренс из The Daily Telegraph-а дао је „Дану Доктора” пет звездица, назвавши га „очаравајућим, ексцентричним и веома, веома британским”. Сајмон Бру из Den of Geek-а похвалио је специјал, назвавши га „сјајним” и наводећи да је „пулсирао комедијом, амбицијом и забавом од врха до дна”. Вив Гроспок из The Guardian-а је критиковала различите елементе епизоде, иако је закључила да је „свеукупно вредело тога”.
Ден Мартин из The Guardian-а похвалио је „Време Доктора” као „ужасно добро”. Написао је да је Стивен Мофат „извео четврти ремикс митологије серије заредом, повезујући праменове који датирају од почетка мандата Мета Смита”. Додао је: „Савршено, поновно покретање његовог циклуса регенерација је урађено једноставно... Ко је могао да претпостави да ће се Докторов обновљени циклус регенерације опходити тако једноставно као што би његов најбољи пријатељ само лепо питао?” Марк Сноу из IGN-а дао је епизоди оцену 8,4, „Одлично”, написавши да је „'Време Доктора' била примерна вежба у прослави одласка вољене особе. Ако сте успели да останете сувих очију током Докторовог опроштаја од Кларе (што је само не сасвим провидно збогом Смита улози коју је он утеловио), онда би вероватно требало да проверите да ли вам срце још увек ради”, такође хвалећи „кратко појављивање Карен Гилан које је пријало публици и изазвало сузе”. Критикујући „брз, скоро без даха темпо” епизоде, закључио је: „Био је то меланхоличан, али на крају весео крај једног од најбољих Доктора серије до сада.”